# Scinax nasicus
Scinax nasicus là một loài ếch trong họ Nhái bén.
Nó được tìm thấy ở Argentina, Bolivia, Brasil, Paraguay, và Uruguay.
Các môi trường sống tự nhiên của chúng là các khu rừng khô nhiệt đới hoặc cận nhiệt đới, xavan ẩm, vùng cây bụi ôn đới, subtropical hoặc tropical dry shrubland, vùng cây bụi ẩm khu vực nhiệt đới hoặc cận nhiệt đới, vùng cây bụi nhiệt đới hoặc cận nhiệt đới vùng đất cao, vùng đồng cỏ ôn đới, đồng cỏ nhiệt đới hoặc cận nhiệt đới vùng ngập nước hoặc lụt theo mùa, hồ nước ngọt, hồ nước ngọt có nước theo mùa, đầm nước ngọt, đất canh tác, vùng đồng cỏ, các đồn điền, vườn nông thôn, các khu rừng trước đây bị suy thoái nặng nề, khu vực trữ nước, ao, và kênh đào và mương rãnh.